# 春哥
春哥一词在早期是指歌手李宇春，随后逐渐形成一股强大的网络恶搞文化。从李宇春儿时起就有此昵称，在2005年他参加湖南卫视“超级女声”海选阶段这个称呼被媒体使用。反感湖南卫视选秀的人也恶搞地称呼李宇春为“春哥”。 经过各种事件（如选秀、爆吧、代言等）的酝酿，根据Google搜索趋势的统计，“春哥文化”在2009年达到高潮。“春哥”被广泛地联系到日常生活中，成为某种化身和偶像，甚至由此诞生了“春哥教”。最终“春哥”一词经过几个阶段的演变，成为一种抽象的概念，而非只作为对李宇春一人的指代。由于网络恶搞文化流行，“春哥”的称呼现时仍有被主流媒体所采用，如新华社、人民网。

## 文化特征
根据网上的恶搞说法，春哥是俯视众生的天之骄子、超凡霸主，其坐骑是生活在“马勒戈壁”的草泥马（名称都是脏话），战靴品牌是阿迪王（阿迪王是因拙劣地仿冒名牌Adidas而遭调侃的一家中国品牌）。春哥的特点是肌肉发达、非常爷们、霸气、性功能强，是男人中的男人（如果有人说春哥不男不女，就是对春哥的大不敬），爱好是“种菊花”和“爆对手的菊花”（爆肛），招牌战斗招式是“纯爷们霸气波”（或称“霸气爷们波”）。在猫扑网恶搞板块（尤其是名为“PS整容大队”的系列帖子）流传的一些恶搞图中，春哥也以救世主的形象与草泥马一同出现。2009年，网上流传的一篇名为《我有一双隐形的翅膀》的所谓“高考零分作文”对春哥这一艺术形象进行了如下的概括：“春哥纯爷们，铁血真汉子；父亲好儿子，人民好兄弟；双拳能站人，双臂能过马；胸口碎大石，菊花开瓶盖；夜御百女枪不倒，菊花百战色仍红。”
此外，李宇春翻唱爱尔兰小红莓乐队的歌曲《Zombie》的歌词“in your head”被网民空耳成“硬又黑”，于是有了“春哥硬又黑”的说法。

## 春哥教：春哥粉丝群体
春哥教，为2009年中国网络上出现的春哥粉丝群体，而“春哥”则是由2005年超级女声冠军李宇春所化身。“春哥粉丝群体”泛指爱好网络恶搞文化及恶搞春哥的网民群体。宣传春哥文化的方法就是，调侃“春哥纯爷们”或“春哥是男人”。这一点被用到了各个方面：形象方面是运用Photoshop技术还原春哥形象，将他修复成健美男性形象；文宣方面则是在网络论坛上发贴，通过心理学分析追星族们过分的偶像崇拜心态是不正常的；或用各种标语和口号宣传春哥。早先的标语是“春哥纯爷们，铁血真汉子！”。最流行的一句口号是：信春哥，得永生。自春哥文化达到高潮以来，春哥教的信仰者提出了“信春哥，得永生”、“信春哥，不挂科”、“信春哥，死后原地满血满状态复活”、“信春哥，上本科”等“信春哥”系列口号。 春哥文化因此深入人心并且四处传播开来。        春哥、色情资源种子和高人气动漫（如《海贼王》、《火影忍者》）是当时知名贴吧“WOW吧”的3大话题。一些常逛WOW吧的网友经常去“李宇春吧”发“膜拜春哥”的帖子捣乱，并以账户在“李宇春吧”成功被封禁为荣。当时人气很高的“WOW吧”、“李毅吧”、“海贼王吧”、“火影忍者吧”的贴吧用户经常因为春哥话题和“李宇春吧”的追星粉丝相互言语攻击。另有各种春哥教QQ群，群内主要以交流春哥恶搞图和色情资源为主。2010年末，百度贴吧“春哥吧”帖子总数破亿。

## 后续发展
约在2009年左右，同样走中性风格的曾轶可开始遭网民们调侃“曾哥真爷们，铁血史泰龙”，与“春哥纯爷们，铁血真汉子”相对。“春哥党”模仿中国大陆“坚持一个中国”的政治口号，表示要坚持“一个爷们”原则，否定“一春一曾、两个爷们”的言论。春哥与曾哥的“最强爷们之战”后来也成为2009年中国大陆漫画《春哥传》的主要内容。
部分中国网络游戏厂商亦盗用网民发起的春哥这一品牌文化，来推销自己的产品。在百度贴吧、猫扑等论坛中有大量运用Photoshop技术还原创作将李宇春头像和健美男性剪接的图像。李宇春的形象还被重庆市石柱土家族自治县龙沙镇计生办擅用作计划生育宣传画，期后镇政府公开致歉。李宇春当时所在的经济公司天娱传媒发表声明：“谴责恶意修改制作公司艺人李宇春肖像的网站及个人。”而李宇春曾对此表示“不排斥被叫春哥，因为这是一种娱乐”。 不过面对网络恶搞文化的泛滥，2011年3月份李宇春通过经纪公司发表声明，希望关于他的娱乐新闻中不要再称呼他本人为“春哥”。
约2014年前后，春哥文化连同改版后的百度贴吧，一起逐渐没落。春哥党和调侃李宇春的声音虽然并未彻底消失，但是已不再被人们时常提及。比利·海灵顿、Van样、窃·格瓦拉、战略忽悠局、膜蛤文化等事物逐渐称为中国大陆年轻人恶搞的新焦点。与春哥教几乎同时开始流行的淋文化则生命力更强，一直流行到现在。
2016年3月，李宇春参加《QQ音乐盛典》领奖时，意外获得“男歌手”类的奖项，李宇春的爱好者们因偶像疑遭故意污蔑而展开了自发卸载QQ音乐的行动。李宇春事后接受了QQ音乐的道歉。

## 其它影响
- 戚薇的爱好者们曾模仿春哥教“信春哥，不挂科”，推出口号“信戚哥，不挂科”[41](或“信7哥，不挂科”[42])。
- 约在2010年初时，知名游戏《植物大战僵尸》曾遭网民修改出恶搞版本《植物大战春哥》，其中丧尸的头都被替换为李宇春的脸。[43]《植物大战僵尸》中的武器“玉米加农炮”也因为含有“玉米”二字，被人与春哥联想到一起。

### 延伸阅读
- chenzhu (编). . 南方周末; 腾讯娱乐. 2012年8月18日  [2018年7月31日]. （原始内容存档于2019年12月1日） （中文（中国大陆））.
- . 网易娱乐. 2010年6月3日  [2018年7月31日]. （原始内容存档于2019年8月23日） （中文（中国大陆））.
- D_20world. . 有妖气漫画网. 2010年8月2日  [2018年7月31日]. （原始内容存档于2020年8月15日） （中文（中国大陆））. 阿玖：当时在《春哥传》这部作品面世的时候，你有没有遭到“玉米”（李宇春的粉丝）的围攻？默：嗯，必须的……前几话的时候什么爆博客啦，信息轰炸啦都是家常便饭的，当时也是相当愤慨，还写了博文做了回击。
- . 有妖气漫画网; 博瑞综合文章网. 2018年2月26日  [2018年7月31日]. （原始内容存档于2018年7月31日） （中文（中国大陆））.
- . 电玩巴士. 2009年10月13日  [2018年7月31日]. （原始内容存档于2018年8月5日） （中文（中国大陆））.
- 王晓易_NE0011 (网易责任编辑) (编). . 中国娱乐网; 网易娱乐 (转载网站) (北京). 2011年9月26日  [2018年8月5日]. （原始内容存档于2018年8月5日） （中文（中国大陆））.
- . 新浪; 嘻嘻网 (转载网站). 2009年7月1日  [2018年8月21日]. （原始内容存档于2019年8月20日） （中文（中国大陆））.
- . 嘻嘻网. 2012年7月5日  [2018年8月21日]. （原始内容存档于2019年8月18日） （中文（中国大陆））.